# 世界観光機関
世界観光機関（せかいかんこうきかん、英語: World Tourism Organization、略称：UN Tourism）は、スペインのマドリードに本部を置く、観光に関する国際機関。

## 概要
1925年にハーグで設立された公的旅行機関国際連盟（英語: International Union of Official Travel Organizations、略称：IUOTO）を前身として1975年1月に設立され、2003年12月に国際連合の専門機関となった。国際連合の専門機関となる前は、略称を「WTO」としていたために、後に設立された世界貿易機関（略称が同じくWTO）と混同されることがあった。国際連合の専門機関となった後の2005年12月1日に、国際連合の略称であるUNを冠して、略称を「UNWTO」とすることが決定されている。2024年1月には略称を「UNWTO」から「UN Tourism」に変更した。
2019年1月現在の加盟国は158か国、加盟地域6地域、オブザーバー2地域。このほか、民間企業・地方自治体、大学が、賛助加盟員(UNWTO Affilate Member)として加盟可能であり、世界全体で431、日本から、日本旅行業協会、ジェーティービー、ぐるなび、京都外国語大学など、19団体が賛助加盟員として参加している。
各国の観光政策への支援を、専門家の派遣や国際会議の開催などを通し、技術面・政治面の両面から行っている。組織は、事務局長が率いるキャビネットを中心に、各加盟国の対応窓口として、世界を5地域に分ける5つの地域委員会（アフリカ、アジア・太平洋、アメリカ、欧州、中東）と、14の専門組織（マーケティング、デスティネーションマネージメント等）の、合計19部門で構成されている。地域委員会のうち、アジア・太平洋部は、管轄地域を北東アジア・太平洋地域（日本・中国・香港・オーストラリア等）と南アジア地域（インド・イラン等）の2地域に分けて対応している。
1995年6月26日に大阪府大阪市にアジア太平洋地域の地域事務所である世界観光機関アジア太平洋センターが設置され、2012年12月に奈良県奈良市へ移転した。2017年3月、東京事務所が国連大学本部ビル内に開設された。
世界観光機関では2年に1度総会を開催している。2001年の第14回総会は、日本（大阪）と韓国（ソウル）で共同開催され、日本では大阪府大阪市の大阪府立国際会議場が会場となった。2015年の第21回総会で、日本の理事国就任が決定された（任期は2019年までの4年間）。

## 認証制度
2021年より「ベスト・ツーリズム・ビレッジ」（BTV=英: ）として世界の小都市、町村を認証してきた。観光振興と持続可能な開発目標（SDGs）との接点を見出そうとする取り組みで、候補になる前提条件は人口1万5000人以下であることとしている。
京都府南丹市美山町とともに制度設定の2021年に選ばれた北海道ニセコ町、同美瑛町以下2023年には宮城県奥松島、長野県白馬村、岐阜県白川村が認証された。

## 主な出版物
部署ごとにまとめる。

### WTO地域別コミッション
地域単位にコミッション（WTO Commission）を置いた。
世界の観光の傾向シリーズ

（Tourism trends worldwide series）1980年から1992年の総括を持ち回りの会議でまとめた。一覧は会期の順。
- アメリカ州＝WTO Commission for the Americas.Tourism trends worldwide and in the Americas, 1980-1992 : WTO Commission for the Americas, twenty-fourth meeting, Madrid, Spain. マドリード、NCID BA90348318。第24回マドリード会議（スペイン）の報告書。会期は1993年1月25 26日。

- 東アジアと大洋州＝WTO Commission for East Asia and the Pacific. Tourism trends worldwide and in East Asia and the Pacific 1980-1992 : WTO Commission for East Asia and the Pacific, twenty-fourth meeting, Manila (Philippines). マドリード、NCID BA57742888。第24回マニラ会議（フィリピン）の報告書。会期は1993年2月18日。

- 南アジア＝WTO Commission for South Asia. Tourism trends worldwide and in South Asia, 1980-1992 : WTO Commission for South Asia, Twenty-Eighth Meeting, Kurumba Village, Maldives. マドリード、NCID BA86051359。第28回クルンバ会議（モルジブ）の報告書  。会期は1993年4月18日。
- WTO Commission for the Middle East.  Tourism trends worldwide and in the Middle East, 1980-1992 : WTO Commission for the Middle East, tenth meeting, Hama, Syrian Arab Republic. マドリード、NCID BA90001332。第10回ハマ会議（当時：シリア・アラブ共和国）の報告書  。会期は1993年4月25日。

### 市場情報と促進部門
シリーズ名〈Special report / World Tourism Organization, Market Intelligence and Promotion Section〉より
国外渡航者の動向
- No.4 Outbound tourism of the Republic of Korea : market profile. 2000. NCID: BA67252058.
- No.5 Outbound tourism of Australia : market profile. 2000. NCID: BA51546559.
- No.6 Outbound tourism of Japan : market profile. NCID: BA67253899.
- No.7 Outbound tourism of Belgium : market profile. 2001. NCID: BA54044149.
- No.8 Outbound tourism of Spain : market profile. 2001. NCID: BA56206842.
- No.9 Outbound tourism of Japan and the Republic of Korea : results 2000. 2001. NCID: BA6725436X.
- No.21 Outbound tourism of Scandinavia : market profile. 2002. NCID: BA58228926.
- Youth outbound travel of the Germans, the British & the French . 2002. NCID: BA61472823.
- European Travel Commission	MICE outbound tourism 2000.	2003. NCID: BA63807398.
- No.24 Outbound tourism from Saudi Arabia. 2003. NCID: BA63810304.

エコツーリズム
- No.10 The German ecotourism market. 2001	. NCID BA56206070.
- No.11 The British ecotourism market. NCID BA56206536.
- No.13 The Italian ecotourism market. 2001. NCID BA5707981X.
- No.12 The U.S. ecotourism market. 2002. NCID BA57079886.
- No.15 The Canadian ecotourism market. 2002. NCID BA57079977.
- No.16 The French ecotourism market. 2002. NCID BA60483970.

### アジア太平洋観光交流センター
本部と共編。
- 『国際観光概観 : 世界観光機関(WTO)による特別報告』[注 1]アジア太平洋観光交流センター。NCID BA57645790。創刊は1996年。英語題名『Tourism highlights』
  - 出版地：2009年-2010年：大阪。2011年：奈良。
- 『世界観光機関（UNWTO）による特別報告』（2004年-2010年）
  - 2010年付録：参考資料「2010年の国際観光概」1枚。
- 『国連世界観光機関（UNWTO）による特別報告』（2011年）